# Nederlandse kampioenschappen schaatsen afstanden 2022 - 5000 meter vrouwen
De 5000 meter vrouwen op de Nederlandse kampioenschappen schaatsen afstanden 2022 werd gehouden op zondag 31 oktober 2021 in Thialf in Heerenveen.
Er reden 12 deelneemsters mee, Antoinette de Jong meldde zich af voor deze afstand en startte niet.
Titelverdedigster was Irene Schouten, die de titel pakte tijdens de Nederlandse kampioenschappen schaatsen afstanden 2021. Ze prolongeerde haar titel in een nieuw baanrecord van 6.45,69.

## Uitslag
| #      | Schaatsster         | Tijd    |       |
| ------ | ------------------- | ------- | ----- |
| Goud   | Irene Schouten      | 6.45,69 | PR BR |
| Zilver | Sanne in 't Hof     | 6.57,63 | PR    |
| Brons  | Carlijn Achtereekte | 7.00,50 |       |
| 4      | Joy Beune           | 7.01,91 |       |
| 5      | Melissa Wijfje      | 7.02,68 |       |
| 6      | Merel Conijn        | 7.04,43 | PR    |
| 7      | Esmee Visser        | 7.05,19 |       |
| 8      | Evelien Vijn        | 7.05,29 | PR    |
| 9      | Reina Anema         | 7.05,63 |       |
| 10     | Esther Kiel         | 7.11,68 | PR    |
| 11     | Aveline Hijlkema    | 7.14,71 |       |
| 12     | Jade Groenewoud     | 7.20,17 |       |
|        | Antoinette de Jong  | WDR     |       |

 Uitslag